# Pe
Pe (פא) je 17. Slovo hebrejskog pisma.  Na modernom hebrejskom jeziku Pe se izgovara po međunarodnoj fonetičkoj abecedi kao [p], ako je Pe na početku sloga i slijedi suglasnika i na početku riječi (slovo se prikazuje s Dagešom u sredini slova), u svim drugim slučajima, stranim riječima i stranim vlastitim imenima se Pe ponekad izgovara kao [f]. 
Slovo Pe ima brojčanu vrijednost os 80.
Ako je slovo Pe na kraju riječi izgled slova je drugačiji i uvijek se izgovara kao [f].
Taj oblik slova se ponekad koristi za broj 800.

## Povijest
Hebresjko slovo Pe ima isto povijesnu pozadinu kao feničko slovo Pe, od kojeg je nastalo grčko slovo Pi i latinsko slovo P-

## Primjeri
- פלשטין (palestin) Palestina, usporedi s imenom naroda iz starog zavjeta (Filistejci)
- פרעה Faraon (staro-egiptski: "velika kuća", naziv za vladarski dvor, a kasnije i za samog vladara)
- פורים Purim od פור pur: "igra na sreću"
- פרנקנשטיין Frankenstein

## Šifra znaka
|                         | Unikod | Unikod                 | HTML     | HTML | izgled ovisi o pregledniku | poveznice (engl.)                |
| k. točka                | naziv  | kod                    | entitet  |      | izgled ovisi o pregledniku | poveznice (engl.)                |
| ----------------------- | ------ | ---------------------- | -------- | ---- | -------------------------- | -------------------------------- |
| slovo פ                 | U+05e4 | HEBREW LETTER PE       | &#x05e4; | nema | פ                          | detaljni podaci test preglednika |
| slovo na kraju riječi ף | U+05e3 | HEBREW LETTER FINAL PE | &#x05e3; | nema | ף                          | detaljni podaci test preglednika |

U standardu ISO 8859-8 simbol ima kod 0xf4 tj. 0xf3.